# بیگ جک جانسون
بیگ جک جانسون (انگلیسی: Big Jack Johnson؛ ۳۰ ژوئیهٔ ۱۹۴۰ – ۱۴ مارس ۲۰۱۱) یک موسیقی‌دان اهل ایالات متحده آمریکا بود. وی بین سال‌های ۱۹۶۰ تا ۲۰۱۱ میلادی فعالیت می‌کرد.